# Mitología Pech

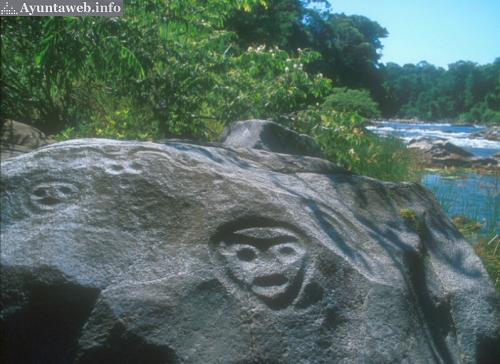
Petroglifo sobre el río Plátano, algunos autores sostienen que en la región había un gran centro religioso de los Pech.

La mitología Pech habla sobre las diversas creencias folclóricas y religiosas del pueblo Pech, una etnia oriunda de Honduras antes de la llegada de los conquistadores españoles y la adopción de la fe Católica.

## Mitos

### Origen del Pueblo Pech
Según el mito de los Pech, estos dicen que su pueblo es el hijo del dios del rayo conocido como Mua Mua y que los rayos que se ven durante las tormentas son los espíritus de aquellos hombres quienes en épocas muy antiguas vivieron sobre la tierra y que lucharon por exterminar y librar la tierra de una raza de gigantes caníbales liderados por un temible líder llamado Takascró, jefe supremo de esta raza, pero antes de entrar en guerra contra los gigantes estos antiguos hombres se batieron contra la raza llamada los Chaca-Chacay, los cuales eran unas enormes lagartijas humanoides de enorme fuerza subordinada a los gigantes.
Una vez ganada la batalla contra estos seres desafiaron a los gigantes, derrotándolos finalmente exterminándolos de la tierra, y estos hombres que combatieron contra estas razas al morir sus almas se elevaron al cielo convirtiéndose en rayos y así de estos nació una nueva generación de hombres conocido como los Pech.

### Patakako
Según la tradición oral Patakako es el dios que ayudó a varias tribus en el pasado y este decidió quedarse en la tierra para cuidar de los hombres. Acorde lla eyenda, Patakako, nació sin la necesidad de la fecundación del padre pues su madre fue embarazada por medio del dios Mua Mua, cuando esta se encontraba lavando la ropa en el río, una espuma blanca del agua apareció y tras estar en contacto con ella esta la embarazo con 9 niños, acorde las sacerdotisas del pueblo sabían que esto era una manifestación divina y que le dijeron que daría a luz a muchos niños especiales pero solo uno podía ser elegido. Una vez nacidos hubo una celebración con mucha comida y acto seguido se eligió a uno de los recién nacidos. Las sacerdotisas finalmente eligieron al más pequeño de los niños, a quien llamaron Patakako.
Cuando Patakako creció este se volvió muy fuerte y debió emprender un viaje espiritual, donde este realizó todo tipo de aventuras. Este viajó con Piritakata dios del Arcoíris para poder llegar al fin del mundo y ahí descubrió que el universo esta sostenido por cuatro pilares; que constantemente son cambiados, incluso él sirve de pilar brevemente como parte de su experiencia de conocimientos, además se da cuenta de que el mundo es como una naranja rodeada de agua por todas partes y que es movida por los espíritus malos y buenos, durante esta experiencia el es aconsejado por la pirikataka quien le dice que debe estar alerta porque cada tres días los pilares son cambiados y él debe aprovechar ese momento para escaparse.
Cumplidas sus misiones en este viaje espiritual, este es recibido con por los hombres con mucha alegría y poco después el se reencontró con sus hermanos y juntos regresaron a la aldea donde habían nacido a ir donde su madre pero esta ya había muerto, solo encontraron una montaña, dando a entender que su madre al morir se fusionó con la naturaleza y se convirtió en una gran montaña. Fue ahí cuando el supo que debía emprender su último viaje. 
En su última misión intenta conocer el cielo y a su gobernante, esto a petición de su pueblo que venía a preguntarle si era cierto que en el cielo existía su contraparte, un ser similar a él pero en lugar de gobernar y liderar en la tierra este lo hacía en el cielo; con el deseo vivo de demostrarlo, Patakako emprendió su viaje. Este decidido fue y subió los nueve niveles del cielo. En el último nivel se encontró con una casa donde habitaba una sabia anciana quien le consejo tener mucho cuidado a la hora de encontrarse con su contraparte que habitaba ahí, aun así este ya estaba muy decido en ver y luchar contra su contraparte. 
Finalmente se conocieron y este pudo ver como su contraparte llamada Kako o Kako celestial, y este se diferenciaba de él por ser un dios de nueve ojos iluminados, poseer un comportamiento más agresivo, y vivir con sus nietos. Patakako se transformaría en murciélago y con sus poderes enviaría una gran ráfaga de viento frío que haría que Kako bajara de donde estaba. Justo ahí lo espero y ambos lucharon pero Kako no estaba solo pues lo acompañaban unos seres sumamente poderosos llamados los guardianes del cielo y Patakako lograría sobrevivir a la lucha contra este y decidió ir a la casa de la anciana diciéndole que en efecto conoció a su contraparte del reino celestial, ésta le advirtió que no se quedara allí, por lo peligroso de la situación, pero como venía muy cansado, decidió descansar allí y se durmió en una hamaca. Transcurrida media hora, se despertó sintiendo un dolor agudo en el corazón que lo hacía mal, según la anciana mientras el dormía unos ocelotes le habían sacado su corazón humano para ser reemplazado por uno de coatí y que no se preocupara pues quedaba muy bien pues el y los coatís eran parecidos, nobles, curiosos y aventureros.
Finalmente Patakako, regresó a la tierra y les contó que había otro ser como el y que tenía nueve ojos, Patakako siguió viviendo entre la gente, haciendo curaciones de diversas enfermedades, liderandolos y dadoles mucho conocimiento, pero un día decidió retirarse de la gente y se fue a la región de Warasca (región que hoy forma parte de la biosfera del río plátano) entrando en la ciudad mítica Kao Kamasa (Casa Blanca), en el Cerro de la Palmera ahí ascendería a otro nivel espiritual.

## Deidades
Antes de la Conquista, el Pueblo Pech de Honduras poseían un sistema religioso politeísta. Adoraban varios dioses, la mayor parte de ellos con forma de mujer. 

### Mua Mua
Este era el dios del rayo, el creador de los primeros humanos de los cuales descienden hoy los Pech, y por ende era su dios principal en el panteón de diversas deidades a las cuales estos rendían culto.

### Kako
Fue el dios del cielo, es descrito como un dios humanoide de nueve ojos iluminados de fuerte carácter que reina en el noveno nivel del cielo, es decir donde los dioses habitan, este sería la contraparte pero del reino celestial de Patakako.

### Piratakata
Se dice que fue el dios del arcoíris, su función no esta clara pero puede que haya sido un dios muy importante pues puede que haya sido visto como un intermediario entre la tierra y los reinos como el cielo y el inframundo.

### Patakako
Hijo del dios Mua Mua y aunque su mito está más cercano a la figura de un semidiós, se sabe que este tuvo a varias personas que le rendía culto, teniendo el título como el dios de los hombres.

### Kaekí Kaska
Era una diosa ligada a los ríos y los peces, por pérdida de registros se desconoce su verdadero nombre pero se ha llegado a llamar la "sirena" o "madre de los peces" de este segundo apodo es de ahí su nombre al que se le adjudica en lengua pech.